# 安楽川町
安楽川町（あらかわちょう）は、和歌山県那賀郡にあった町。現在の紀の川市桃山町の北部（桃山町調月を除く）、紀の川の左岸にあたる。
本項では町制前の名称である安楽川村（あらかわむら）についても述べる。

## 地理
- 山岳：鷹ノ巣、雨山
- 河川：紀の川、柘榴川

## 歴史
- 1889年（明治22年）4月1日 - 町村制の施行により、市場村・元村・神田村・最上村・段村・段新田村の区域をもって安楽川村が発足。
- 1953年（昭和28年）1月1日 - 安楽川村が町制施行して安楽川町となる。
- 1956年（昭和31年）8月1日 - 調月村・奥安楽川村と合併して桃山町が発足。同日安楽川町廃止。